# Semihaswellia sinuosa
Semihaswellia sinuosa är en mossdjursart som beskrevs av Canu och Bassler 1928. Semihaswellia sinuosa ingår i släktet Semihaswellia och familjen Porinidae.
Artens utbredningsområde är Mexikanska golfen. Inga underarter finns listade i Catalogue of Life.